# سایه‌ها (فیلم ۲۰۰۷)
سایه‌ها (مقدونی: Сенки) یک فیلم به کارگردانی میلچو مانچفسکی است که در سال ۲۰۰۷ منتشر شد.